# 行政院南部聯合服務中心合署辦公大樓
22°37′28″N 120°19′59″E / 22.62444°N 120.33306°E
行政院南部聯合服務中心合署辦公大樓位於高雄市苓雅區，於2015年7月14日動工、2018年4月23日竣工、2019年7月1日啟用，東側與法務部行政執行署高雄分署辦公廳舍比鄰。

## 歷史
行政院南部聯合服務中心自1998年成立後，便長期與東南文化基金會租用東南水泥位於高雄市前金區成功一路的東南文化大樓作為辦公廳舍；然而，隨著東南文化大樓空間逐漸不敷使用，在節省辦公室租金的考量下，行政院南部聯合服務中心決定興建自有的辦公大樓，獲得行政院核定，由行政院南部聯合服務中心委託內政部營建署南區工程處代辦，投入新台幣4.01431億元新建辦公大樓。
而在內政部營建署的代辦下，由永大正營造負責工程施工，並遴選劉木賢建築師事務所執行工程進行設計及監造，2015年6月21日動工，2018年4月23日竣工，2019年7月1日由東南文化大樓遷入。

## 建築設計
行政院南部聯合服務中心合署辦公大樓由劉木賢建築師事務所所設計，大樓地上10層、地下3層，採用鋼筋混凝土結構建造，基地面積廣達1,853平方公尺，樓地板面積則達10,662.27平方公尺，符合黃金級綠建築標準。

## 設施配置
行政院南部聯合服務中心合署辦公大樓完工後，勞動部勞工保險局高雄市辦事處及原本位於東南文化大樓的外交部南部辦事處、內政部移民署高雄市第一服務站、財團法人海峽交流基金會南區服務處、經濟部南部服務中心、經濟部產業發展署高雄服務處、經濟部智慧財產局高雄服務處也將一併進駐。

## 周邊設施
- 中山高速公路高雄交流道
- 高雄捷運橘線苓雅運動園區站
- 中正運動場
- 法務部行政執行署高雄分署辦公廳舍[2]

## 外部連結
- 行政院南部聯合服務中心 （页面存档备份，存于） （繁體中文）（英文）